# Ordinariato personale
Un Ordinariato personale talvolta chiamato Ordinariato personale per gli ex anglicani o più informalmente "Ordinariato anglicano", è una struttura canonica della Chiesa cattolica istituita in conformità alla costituzione apostolica Anglicanorum coetibus del 4 novembre 2009 e alle sue norme complementari. Gli ordinariati furono istituiti al fine di consentire a "gruppi di anglicani" di unirsi alla Chiesa cattolica, conservando gli elementi del loro patrimonio liturgico e spirituale. Sono giuridicamente equivalenti a diocesi, "le Chiese particolari, nelle quali e dalle quali sussiste la sola e unica Chiesa cattolica", ma può essere costituita nello stesso territorio di altre diocesi "sulla base del rito dei fedeli o per altri simili motivi".
Attualmente esistono tre ordinariati:
- Ordinariato personale di Nostra Signora di Walsingham (Inghilterra, Galles e Scozia);
- Ordinariato personale della Cattedra di San Pietro (Stati Uniti e Canada);
- Ordinariato personale di Nostra Signora della Croce del Sud (Australia e Giappone).

## Nome
"Ordinariato personale" è il termine usato per ciascuno dei tre ordinariati esistenti nel decreto che li ha istituiti: l'ordinariato personale di Nostra Signora di Walsingham, l'ordinariato personale della Cattedra di San Pietro e l'ordinariato personale di Nostra Signora della Croce del Sud. È anche il nome collettivo dato a tutti e tre nell'annuario ufficiale della Santa Sede ed è un nome che le circoscrizioni stesse usano.
"Ordinariati per gli ex anglicani" è un termine talvolta usato dagli stessi, da fonti di notizie (ma non nei documenti ufficiali) della Santa Sede e delle conferenze episcopali. Questa terminologia, tuttavia, non significa che l'adesione a un ordinariato comprende esclusivamente gli ex anglicani. Il capo dell'ordinariato del Nord America ha detto che "gli ordinariati per gli ex anglicani devono essere un ponte per l'unità dei cristiani e una forza di vero ecumenismo" e che i membri devono "costruire e ricostruire le loro relazioni con i confratelli che hanno soggiornato dietro nella Chiesa anglicana".
L'espressione "Ordinariati anglicani" è spesso usata dai giornali, come il Church of England Newspaper e il canadese Catholic Register. Viene spesso usato anche dalle comunità appartenenti agli ordinariati. Il nome non implica che i membri di un ordinariato sono ancora anglicani. Mentre quelli che sono stati gli anglicani "portano con sé, nella piena comunione della Chiesa cattolica in tutta la sua diversità e la ricchezza dei riti e delle tradizioni liturgiche, gli aspetti del proprio patrimonio e della cultura anglicana, che sono in sintonia con la fede cattolica", sono "cattolici di rito latino, nell'ambito della piena comunione della Chiesa cattolica... non più parte di qualsiasi altra comunione".

## Storia

### Antefatti
La Bolla Pontificia Apostolicae Curae di Leone XIII confermò l'invalidità delle ordinazioni presbiterali e episcopali celebrate in seno alla Chiesa Anglicana. Di conseguenza, la conversione al Cattolicesimo da parte degli ecclesiastici non ordinati in conformità al rito prestabilito (rite e recte) comportava la ripetizione dei sacramenti ordinamentali. La bolla Praeclara carissimi stabiliva che  «...coloro che sono stati promossi agli ordini ecclesiastici ... da altri e non invece da un vescovo ordinato secondo il rito e il diritto, sono tenuti a ricevere di nuovo ... gli stessi ordini». Tale principio trovava applicazione anche per le ordinazioni diaconali.
Negli anni Ottanta, la costituzione apostolica fu una risposta da parte della Santa Sede alle richieste provenienti da diverse Chiese anglicane, in particolare della Comunione anglicana tradizionale e dalle sezioni anglo-cattoliche della Comunione anglicana, come quelle coinvolte nell'organizzazione Forward in Faith, e, all'interno della Chiesa cattolica, dagli anglicani che sin dal 1980, quando su richiesta della Conferenza dei Vescovi cattolici degli Stati Uniti, papa Giovanni Paolo II concesse la creazione, all'interno del territorio delle diocesi degli Stati Uniti, di parrocchie in cui la liturgia sarebbe stata celebrata in una forma approvata della tradizione anglicana e con il clero composto da ex sacerdoti anglicani che sono stati ordinati nella Chiesa universale Molti di questi ex anglicani lasciarono la Chiesa episcopale a causa della concessione dell'ordinazione episcopale alle donne, della revisioni della liturgia e dei cambiamenti nel suo insegnamento morale. Questi cambiamenti, che comprendono anche la consacrazione di un omosessuale a vescovo e la benedizione di coppie dello stesso sesso, provocarono gravi tensioni all'interno del mondo anglicano, tanto che il cardinale Walter Kasper affermò nel 2009, che la costituzione apostolica era una risposta a queste persone. Le discussioni che portarono alla concessione del provvedimento pastorale del 1980 sollevarono alcune delle idee che vennero a compimento nella decisione del 2009. Una di queste fu la creazione di una struttura per gli ex anglicani simili ad un ordinariato militare, un'idea a cui non venne poi dato seguito a causa del piccolo numero di anglicani coinvolti in quel momento.
Nel mese di ottobre del 2007, la Comunione anglicana tradizionale presentò alla Santa Sede una petizione in cui richiedeva la piena unione in forma societaria (vale a dire, come un corpo, non solo come individui) alla Chiesa cattolica romana. Questo raggruppamento in tutto il mondo, sotto un unico primate, di chiese di tradizione anglicana, ma al di fuori della comunione con la sede di Canterbury, nacque nel 1991. Si formò a causa delle contestazioni su una serie di questioni, tra cui la revisione liturgica, l'ordinazione di donne e omosessuali dichiarati a sacerdoti, la sanzione dell'omosessualità e l'importanza della tradizione.
Il 5 luglio 2008, il cardinale William Joseph Levada rispose alla richiesta formale di "unione delle strutture e sacramentale piena" con la Chiesa cattolica dando la garanzia scritta che la Congregazione per la dottrina della fede stava dando seria attenzione alla prospettiva di unità. La richiesta divenne così la base per la decisione, annunciata dal cardinale Levada il 20 ottobre 2009, di emettere la costituzione apostolica.

### Annuncio e promulgazione
La decisione di istituire ordinariati personali per anglicani che si uniscono alla Chiesa cattolica venne annunciata il 20 ottobre 2009 dal cardinale William Joseph Levada in una conferenza stampa a Roma e dall'arcivescovo di Canterbury Rowan Williams e dall'arcivescovo di Westminster Vincent Nichols, in una conferenza stampa simultanea a Londra.
La costituzione apostolica venne pubblicata il 9 novembre 2009, insieme alle norme integrative per gli ordinariati, permettendo ai fedeli già anglicani di entrare in piena comunione con la Chiesa cattolica, conservando elementi del patrimonio spirituale e liturgico anglicano. Fu prevista l'ordinazione come sacerdoti cattolici di chierici sposati già anglicani, ma che per motivi storici ed ecumenici non potevano essere ordinato vescovi. L'ordinario, che di solito è nominato nel clero già anglicano, può quindi essere o un sacerdote o un vescovo. I seminaristi dell'ordinariato dovevano essere preparati accanto agli altri seminaristi cattolici, anche se l'ordinariato può stabilire una casa di formazione propria per rispondere alle particolari esigenze di formazione nel patrimonio anglicano.
Nel dicembre del 2009, il cardinale Levada rispose a ciascuno dei vescovi della Comunione anglicana tradizionale che avevano firmato la petizione dell'ottobre 2007 per l'unione delle loro comunità con la Chiesa cattolica, affermando che la Congregazione per la dottrina della fede aveva completato il suo lungo e dettagliato studio con lo scopo di mettere a disposizione un modello adatto e vitale di unità organica per il loro gruppo "e altri gruppi". La Comunione anglicana tradizionale intraprese poi discussioni con gli altri gruppi e con i rappresentanti delle conferenze episcopali cattoliche e previde di dare una risposta formale dopo una riunione dei loro vescovi nel tempo pasquale del 2010.

### Accettazione di alcuni gruppi di anglicani
Un certo numero di gruppi di anglicani inviarono presto una petizione alla Congregazione per la dottrina della fede per l'accettazione negli ordinariati.
- Il 3 marzo 2010, a Orlando, in Florida, gli otto membri della Camera dei vescovi della Chiesa anglicana in America votarono all'unanimità di entrare a far parte della Chiesa cattolica insieme ai 3000 fedeli delle 120 parrocchie e quattro diocesi in tutto il paese.[50] A seguito della votazione, i vescovi e le parrocchie inviarono una petizione congiunta alla Congregazione per la dottrina della fede in chiedevano l'istituzione di un ordinariato negli Stati Uniti e facendo alcuni suggerimenti su come ciò potesse essere fatto.[51]
- Il 12 marzo 2010, la Chiesa anglicana cattolica del Canada chiese formalmente l'erezione di un ordinariato in Canada.[52] Diverse congregazioni decisero però di non unirsi alla Chiesa cattolica a causa di varie difficoltà impreviste.
- La Chiesa anglicana cattolica in Australia e la sezione australiana di "Forward in Faith", per lo più membri della Chiesa anglicana d'Australia, chiesero congiuntamente l'istituzione di un ordinariato nel loro paese.[53] Tuttavia, due congregazioni lasciarono cadere la questione.
- La Chiesa dello Stretto di Torres, un'altra provincia della Comunione anglicana tradizionale in Australia, che aveva giurisdizione su parte del Queensland settentrionale e sullo stretto di Torres, chiese un ordinariato separato.[54]
- La maggior parte dei 17 chierici della Chiesa anglicana tradizionale (Provincia d'Inghilterra, Scozia e Galles) sostennero una petizione per l'accettazione in un ordinariato cattolico.[55]
- Nel settembre del 2010, sotto la guida di alcuni vescovi della Chiesa d'Inghilterra, venne fondata la Società di San Wilfrid e Santa Hilda, un nuovo raggruppamento che intende rimanere all'interno della Chiesa d'Inghilterra e che non accetta il ministero del Papa almeno "come attualmente esercitato",[56] questo è un tentativo di tenere gli anglo-cattolici nella Chiesa d'Inghilterra.

## Scopo
La struttura di un ordinariato permette agli anglicani di entrare in piena comunione con il Papa, mantenendo un certo grado di identità e di autonomia dalle diocesi geografiche degli altri cattolici della Chiesa latina (note anche come di "rito latino") e il mantenimento di elementi distintivi del loro "patrimonio teologico, spirituale e liturgico" anglicano. Gli ordinariati integrano questi gruppi in modo da "mantenere le tradizioni liturgiche, spirituali e pastorali della Comunione anglicana all'interno della Chiesa cattolica, come un dono prezioso per alimentare la fede dei membri dell'ordinariato e come un tesoro da condividere", fa parte del "rito latino, nell'ambito della piena comunione della Chiesa cattolica e professa tutta la dottrina che la Chiesa sulla fede e sulla morale".
Gli ordinariati personali furono inizialmente previsti per le ex comunità anglicane e per il loro clero che cercavano di diventare cattolici, consentendo loro di mantenere molti aspetti della loro liturgia e delle tradizioni anglicana. Di conseguenza, gli ordinariati si identificano come anglicani culturalmente, ma come cattolici teologicamente e ecclesiologicamente. L'appartenenza agli ordinariati, tuttavia, non è limitata esclusivamente agli ex anglicani.

## Patrimonio anglicano
In una lettera del mese di settembre del 2013, l'arcivescovo Vincent Nichols, presidente della Conferenza episcopale di Inghilterra e Galles, spiegò che, attraverso la struttura canonica dell'ordinariato, "gli anglicani che desiderano entrare in piena comunione nella Chiesa cattolica, portando con loro alcune delle tradizioni e la bellezza del patrimonio anglicano di cui sono stati nutriti, possano farlo."
I riti degli ordinariati sono caratterizzati dalla revisione dei riti anglicani approvati dalla Santa Sede per il loro uso. Mentre il rito romano è consentito anche per gli ordinariati, il messale ufficiale è stato adattato dal Book of Divine Worship che le parrocchie americane utilizzavano prima dell'istituzione degli ordinariati.
Il cardinale Robert Sarah elogiò l'utilizzo della liturgia anglicana negli ordinariati: "Certo, le culture e gli altri cristiani portano doni con loro nella Chiesa, la liturgia delle ordinariati anglicani ora in piena comunione con la Chiesa cattolica è un bellissimo esempio di questo".

## Potenziali membri

### Anglicani
Attraverso gli ordinariati, "gli anglicani che desiderano entrare in piena comunione della Chiesa cattolica, portando con sé alcune delle tradizioni e la bellezza del patrimonio anglicano di cui sono stati nutriti, possono farlo". Tuttavia, gli anglicani che si uniscono alla Chiesa cattolica non sono obbligati a diventare membri di un ordinariato e possono scegliere di appartenere alla diocesi latina di residenza. In entrambe le forme sono ricevute tramite la professione di fede individuale. Il rito di accoglienza normalmente comprende anche i sacramenti della cresima e dell'eucaristia.
Gli anglicani che si uniscono alla diocesi latine locali, sia prima che dopo la costituzione di un ordinariato, hanno il permesso di entrare in un ordinariato. Monsignor Jeffrey Neil Steenson è un esempio reale di qualcuno che prima è stato membro di una diocesi latina e in seguito membro di un ordinariato.

### Non anglicani
L'appartenenza a un ordinariato come percorso di piena comunione con la Chiesa cattolica non si limita solo ai membri delle chiese della Comunione anglicana. Il documento di fondazione degli ordinariati personali dichiarò che i loro membri sarebbero state persone "originariamente appartenenti alla Comunione anglicana e ora in piena comunione con la Chiesa cattolica" (ex anglicani) o quelli "che ricevono i sacramenti dell'iniziazione [battesimo, cresima ed eucaristia] nella giurisdizione dell'ordinariato". Inoltre, gli ordinariati personali estendono il significato della parola "anglicano" in questo contesto per includere i membri di qualsiasi "Chiesa protestante legata alla Chiesa d'Inghilterra, come le Chiese luterana o metodista in Gran Bretagna o di chiunque sia stato anglicano, episcopale, metodista, o metodista episcopale africano negli Stati Uniti. Pertanto, molte persone che non hanno mai formalmente fatto parte di una chiesa della Comunione anglicana possono diventare cattolici attraverso un ordinariato, proprio come potrebbero attraverso qualsiasi parrocchia diocesana.
Le norme complementari emanate allo stesso tempo aggiungono che "coloro che hanno ricevuto tutti i sacramenti dell'iniziazione al di fuori dell'ordinariato non sono normalmente ammissibili all'adesione", ma indicano che "i famigliari di un membro dell'ordinariato" possono diventare essi stessi membri. Tali persone, che non appartengono a nessuna delle altre due categorie di membri, sono quindi una terza classe.
Le stesse tre categorie di membri sono elencate nel decreto di erezione dell'ordinariato personale della Cattedra di San Pietro: "Comprende quei fedeli, di ogni categoria e stato di vita, che, in origine appartenevano alla Comunione anglicana, e che sono ora in piena comunione con la Chiesa cattolica, o che hanno ricevuto i sacramenti dell'iniziazione nella giurisdizione dell'ordinariato stesso, o che hanno ricevuto in essa perché sono parte di una famiglia appartenente all'ordinariato".
Una modifica delle norme attuate nel 2013 chiarisce che l'appartenenza a un ordinariato è aperta a coloro che sono cattolici per battesimo, ma che non hanno ricevuto entrambi gli altri due sacramenti dell'iniziazione, se evangelizzati in un ordinariato che li riporta alla fede e alla pratica della Chiesa cattolica. Anche se non hanno uno sfondo anglicano, l'adesione a un ordinariato viene accettata con i sacramenti dell'iniziazione. Altri cattolici possono non "per motivi puramente soggettiva o preferenza personale" essere iscritti in un ordinariato. Tuttavia, tutti i cattolici possono regolarmente partecipare e ricevere la comunione nei servizi di un ordinariato, come possono in ogni parrocchia cattolica latina o orientale.
Se l'adesione dei sacramenti dell'iniziazione all'interno di un ordinariato è aperta non solo ai cattolici di cui alla modifica del 2013, per gli altri che non hanno sfondo anglicano - qualcosa su cui non è stata rilasciata alcuna dichiarazione esplicita - e che non hanno ancora ricevuto tutti e tre i sacramenti dell'iniziazione l'adesione è libera. Questo comprende, coloro che, secondo la Chiesa cattolica, non hanno un battesimo valido (come i mormoni e i testimoni di Geova, non considerati cristiani), e quelli che, di nuovo secondo la Chiesa cattolica, hanno un battesimo valido ma non sono confermati o validamente comunicati. I protestanti in generale che impartiscono il battesimo a bambini sono visti come privi di una confermazione valida, mentre le Chiese orientali e alcune tra quelle occidentali, come alcune Chiese vetero-cattoliche e la Chiesa cattolica nazionale polacca, sono riconosciute come aventi sacramenti validi.
I sacerdoti di rito latino possono ricevere cristiani ortodossi, che poi non appartengono alla Chiesa latina, ma alla rispettiva Chiesa cattolica orientale particolare. Per ascriversi alla Chiesa latina (ad esempio, se la persona è destinata ad aderire al ordinariato), o per una chiesa cattolica orientale sui iuris diversa da quella dello stesso rito come la chiesa non cattolica orientale da cui il cristiano arriva, può essere necessario il permesso della Sede Apostolica, anche se può essere sufficiente il permesso dei rispettivi ordinari orientali e latini ordinari che hanno giurisdizione. I sacerdoti di un ordinariato personale non sono esclusi da questa autorità: "Chi non è già un cattolico può essere accolto nella Chiesa cattolica attraverso l'ordinariato."

## Sviluppo regionale

### Inghilterra e Galles
Nell'ottobre del 2010, il consiglio parrocchiale di San Pietro a Folkestone votò per entrare nella Chiesa cattolica romana. Circa metà della parrocchia, compreso il loro sacerdote, furono ricevuti nell'ordinariato il 9 marzo successivo.
L'8 novembre 2010 tre vescovi in carica e due vescovi in pensione della Chiesa d'Inghilterra annunciarono la loro intenzione di unirsi alla Chiesa cattolica romana. Gli ordinari attivi erano i vescovi suffraganei Andrew Burnham di Ebbsfleet, Keith Newton di Richborough e John Broadhurst di Fulham, che dichiararono la propria intenzione di dimettersi dagli uffici il 31 dicembre dello stesso anno. Gli ordinari in pensione erano Edwin Barnes, di Richborough, e David Silk, di Ballarat in Australia. L'arcivescovo di Canterbury Rowan Williams annunciò che avrebbe accettato con rammarico le dimissioni dei vescovi Burnham e Newton. La Conferenza episcopale d'Inghilterra e Galles diede garanzia di calda accoglienza per coloro che volevano essere parte di un ordinariato. In una lettera pastorale riguardante le sue dimissioni da vescovo di Richborough, Newton sottolineò che aveva agito in tal senso non per "ragioni negative sui problemi della Chiesa d'Inghilterra, ma per ragioni positive in risposta alla preghiera del Signore, la notte prima di morire, [che] tutti siano uno". Ruth Gledhill, corrispondente per gli affari religiosi del Times, comunicando l'annuncio affermò che tale scelta avrebbe potuto spingere "centinaia, forse migliaia" di ministri laici a seguire l'esempio dei vescovi. Aggiunse: "È abbastanza significativo in quanto significa che l'ordinariato potrebbe essere una forza da non sottovalutare".
Il 19 novembre 2010 la Conferenza episcopale d'Inghilterra e Galles annunciò che il lavoro procedeva al fine di stabilire un ordinariato nel gennaio successivo. Affermò anche che i cinque vescovi anglicani avrebbero ricevuto l'ordinazione diaconale cattolica e quella presbiterale nello stesso periodo e si sarebbe poi assistito alla ricezione degli anglicani probabilmente nella settimana santa, seguita durante il tempo pasquale, intorno alla Pentecoste, dalle ordinazioni diaconali e sacerdotali dell'ex clero anglicano la cui richiesta di ordinazione sarebbe stata accettata dalla Congregazione per la dottrina della fede.
Il 1º gennaio 2011, in un convento di Walsingham, Broadhurst, Burnham e Newton, le loro mogli (con l'eccezione di quella di Burnham che è ebrea) e tre ex suore anglicane, furono ricevuti nella Chiesa cattolica. I tre uomini furono ordinati diaconi cattolici il 13 gennaio e sacerdoti il 15 gennaio.
Il primo ordinariato personale per ex anglicani, l'ordinariato personale di Nostra Signora di Walsingham, venne eretto il 15 gennaio 2011, con Keith Newton nominato primo ordinario. A Pasqua del 2011, circa 900 laici e circa 60 ex chierici anglicani (molti ritirati dal ministero attivo) si unirono alla Chiesa cattolica come membri dell'ordinariato.
Nel 2014 monsignor Keith Newton, ammise che l'ordinariato non era cresciuto tanto quanto si sperava. Non aveva ancora suscitato ampio interesse tra il clero anglicano, che non lo aveva accolto. Per ravvivare l'interesse tra i sostenitori anglicani della dottrina cristiana tradizionale, i membri della ordinariato, suggerì, avrebbero dovuto "comunicare il nostro messaggio più completo e con più vigore ed entusiasmo".

### Stati Uniti e Canada
Il 1º gennaio 2012 venne istituito l'ordinariato per gli Stati Uniti con il nome di ordinariato personale della Cattedra di San Pietro. Padre Jeffrey Steenson, un ex vescovo della Chiesa episcopale, venne nominato primo ordinario. Nel dicembre del 2012, l'ordinariato estese la sua giurisdizione sul Canada attraverso la costituzione del decanato di San Giovanni Battista. Padre Lee Kenyon, primo sacerdote canadese dell'ordinariato, venne nominato primo decano.
La Congregazione per la dottrina della fede nominò il cardinale Donald William Wuerl, arcivescovo di Washington, suo delegato per la realizzazione di un ordinariato negli Stati Uniti. Il cardinale Wuerl guidava anche un comitato di collegamento di tre vescovi della Conferenza episcopale degli Stati Uniti per l'attuazione dell'ordinariato.
La Congregazione per la dottrina della fede inoltre nominò Thomas Christopher Collins, arcivescovo di Toronto, suo delegato per la costituzione di un ordinariato in Canada. Anche Collins guidava anche un comitato di collegamento con i vescovi della Conferenza episcopale del Canada.
Nel novembre del 2010 la parrocchia di Nostra Signora dell'Espiazione a San Antonio, in Texas, la prima di uso anglicano del provvedimento pastorale, ospitò un seminario chiamato "Becoming One" per costruire relazioni e diffondere informazioni circa la possibilità di stabilire un ordinariato personale negli Stati Uniti. Parteciparono le parti interessate provenienti dagli Stati Uniti e dal Canada. Nel marzo successivo a Mississauga, Ontario, si tenne una conferenza simile per gli interessati da tutto il Canada. Padre Christopher Phillips, uno dei relatori alla conferenza, celebrò la prima messa di uso anglicano nella storia del Canada nella chiesa di San Giuseppe a Streetsville per la festa dell'Annunciazione.
In una lettera pastorale del 30 novembre 2010 John Hepworth, primate della Comunione anglicana tradizionale, dichiarò che ci si aspettava annunci simili a quelli per Inghilterra, Galles e Australia per quanto riguardava Canada e Stati Uniti. Inoltre dichiarò che Robert Mercer, un vescovo in pensione residente in Inghilterra che era stato vescovo anglicano di Matabeleland e poi vescovo della Chiesa cattolica anglicana del Canada avrebbe aderito all'ordinariato per Inghilterra e Galles.
Tuttavia, la maggior parte dei membri della Chiesa anglicana in America si tirarono indietro dall'unirsi all'ordinariato, con l'unica eccezione della parrocchia di San Barnaba ad Omaha che accettò l'offerta della Santa Sede e divenne parte dell'ordinariato. Solo tre parrocchie della Chiesa episcopale si dimostrarono interessate e due di queste vennero coinvolte in cause legali da milioni di dollari sulle loro proprietà.
Nel maggio del 2011 i preparativi per l'adesione dei membri della Comunione anglicana tradizionale in Canada a un ordinariato furono messi in attesa in vista dei rapporti dell'arcivescovo Collins che, si diceva, avrebbero potuto far chiudere le parrocchie anglicane tradizionali e per far frequentare una parrocchia cattolica per un periodo da quattro a sei mesi e che i fascicoli inerenti al clero in questione dimostravano la loro formazione inadeguata, imponendo loro di partecipare ad un seminario cattolico per un tempo indeterminato. L'arcivescovo Collins negò poi l'esistenza di questi rapporti.
Ai primi di giugno del 2011, in anticipo rispetto al rapporto che il cardinale Wuerl avrebbe dovuto presentare alla Conferenza dei vescovi cattolici sull'interesse mostrato a far parte di un ordinariato, un centinaio di parrocchiani episcopali di Bladensburg, Maryland, segnalarono la volontà di essere accolti nella Chiesa cattolica, mantenendo aspetti delle sue tradizioni anglicane. Altre fonti danno la Mount Calvary Church di Baltimora come la prima e la chiesa Bladensburg come seconda.
Nella sua relazione alla Conferenza episcopale, il cardinale Wuerl dichiarò che la Santa Sede aveva espresso il desiderio di istituire un ordinariato negli Stati Uniti entro la fine del 2011. In occasione della successiva riunione della Conferenza episcopale, il 15 novembre, annunciò che, con l'approvazione di papa Benedetto XVI, il 1º gennaio 2012 sarebbe stata la data di costituzione del nuovo ordinariato per gli ex anglicani negli Stati Uniti. Affermò anche che delle 67 petizioni inviate dall'ex clero anglicano per l'ordinazione sacerdotale cattolica, 35 avevano già ricevuto il nulla osta della Santa Sede e sarebbero state esaminate a livello locale per un'eventuale accettazione. Disse anche due comunità anglicane erano già entrate in piena comunione con la Chiesa cattolica, una nelle diocesi di Fort Worth, l'altra nell'arcidiocesi di Washington
Il 1º febbraio 2015, l'ordinariato dedicò la sua cancelleria, edificate alle spalle e adiacente alla sua chiesa principale, la chiesa di Nostra Signora di Walsingham a Houston, celebrando anche la pubblicazione del nuovo messale Divine Worship: The Missal per l'uso pubblico di culto.

### Australia e Giappone
Alla fine del novembre del 2010, Peter Elliott, vescovo ausiliare di Melbourne, dichiarò che i vescovi australiani erano destinati a seguire l'esempio inglese e gallese riguardo alla possibile costituzione di un ordinariato "molto piccolo", con chiese specifiche designate per il suo utilizzo, per la Pentecoste del 2011. Elliott, ex laico anglicano, venne designato come delegato della Congregazione per la dottrina della fede e da collegamento con la Conferenza episcopale australiana. Ci si aspettava che, una volta stabilito, l'ordinariato australiano avrebbe attratto "un numero molto maggiore di persone". A metà dicembre del 2010 venne formato un Comitato di attuazione dell'ordinariato.
Nel febbraio del 2011, a Coomera, nel Queensland, si tenne un festival nazionale dell'ordinariato. La conferenza venne ospitata da Elliott e dall'arcivescovo John Hepworth della Chiesa anglicana cattolica in Australia.
Parteciparono cattolici, membri della Chiesa anglicana d'Australia, della Chiesa anglicana cattolica in Australia, della Chiesa dello Stretto di Torres e della Chiesa cattolica ucraina, così come alcuni religiosi anglicani che desideravano essere parte dell'ordinariato. Il comitato di applicazione si riunì per la prima volta dopo la conferenza.
Il consenso all'unità avrebbe potuto essere raggiunto con la preservazione del patrimonio anglicano delle chiese. Elliott disse che l'appartenenza all'ordinariato da parte delle persone interessate sarebbe dovuta essere presentata per iscritto. Un membro del clero che richiedeva di entrare nell'ordinariato avrebbe dovuto essere presentato da un prete cattolico in qualità di sponsor e avrebbe dovuto essere ordinato prete all'interno della Chiesa cattolica.
In una discussione radiofonica del 20 febbraio 2011, l'arcivescovo Hepworth disse che circa 800 persone della sua chiesa, la Chiesa anglicana cattolica in Australia, erano impegnate a entrare nell'ordinariato e credeva che, una volta attuato, sarebbero cresciute fortemente. Anche la possibilità dell'unione della Chiesa dello Stretto di Torres (circa 9.000 persone) venne discussa sul programma radiofonico.
Una conferenza e un sinodo della Chiesa dello Stretto di Torres, svoltasi dal 3 al 5 giugno del 2011, decise all'unanimità di accettare l'idea di entrare a far parte dell'ordinariato cattolico e fissò una data obiettivo nella prima domenica di avvento del 2011 per la sua attuazione dato che molti dei suoi membri desideravano unirsi all'ordinariato.
Nel suo discorso in seno a una giornata informativa sull'ordinariato tenutasi a Melbourne l'11 giugno 2011, il vescovo Elliott disse che l'ordinariato australiano avrebbe dovuto essere istituito nel 2012. Confermò anche che la petizione della Chiesa dello Stretto di Torres era stato inviata a Roma.
Tuttavia l'arcivescovo Hepworth, un ex prete cattolico che è stato sposato due volte, non sarebbe potuto essere un vescovo ordinato. Una dichiarazione rilasciata dal Collegio dei vescovi della Comunione anglicana tradizionale, a seguito di un incontro tenutosi a Johannesburg nel marzo del 2012, dichiarò che l'organizzazione aveva votato per rimanere anglicano, nonostante gli sforzi dell'arcivescovo Hepworth.
Come annunciato dalla Conferenza episcopale australiana in data 11 maggio 2012, la Congregazione per la dottrina della fede eresse l'ordinariato personale di Nostra Signora della Croce del Sud il 15 giugno 2012. Harry Entwistle, già vescovo regionale occidentale (con sede a Perth) della Chiesa anglicana cattolica in Australia fu nominato primo ordinario ed ordinato sacerdote nella Chiesa cattolica lo stesso giorno.
Fin dalla sua istituzione, l'ordinariato crebbe fino a includere dieci congregazioni australiane in Queensland, Victoria, Australia occidentale, Australia meridionale e Nuovo Galles del Sud. Nel febbraio del 2015, una congregazione della Chiesa anglicana tradizionale in Giappone venne ricevuta come Comunità Sant'Agostino di Canterbury, la prima dell'ordinariato in Asia. In seguito aderì un'altra comunità di Hiroshima.

## Natura degli ordinariati
Gli ordinariati hanno lo scopo di integrare i gruppi di anglicani nella vita della Chiesa cattolica in modo tale da "mantenere le tradizioni liturgiche, spirituali e pastorali della Comunione anglicana all'interno della Chiesa cattolica, come un dono prezioso per alimentare la fede dei membri dell'ordinariato e come un tesoro da condividere". Un ordinariato è parte del "rito latino, nell'ambito della piena comunione della Chiesa cattolica e professa tutta la dottrina che la Chiesa sulla fede e la morale".
La Congregazione per la dottrina della fede può istituire, in consultazione con la Conferenza episcopale in questione, ordinariati personali per ex anglicani all'interno della giurisdizione della Conferenza episcopale. Ci può essere più di un ordinariato personale, delimitato geograficamente o in altro modo, all'interno del territorio della stessa Conferenza episcopale. Ogni ordinariato, composto da fedeli laici, chierici e membri di istituti religiosi originariamente appartenenti alla Comunione anglicana e ora in piena comunione con la Chiesa cattolica ed è giuridicamente assimilato ad una diocesi. L'ordinario di ogni ordinariato, che può essere sia un vescovo che un presbitero, è scelto dal pontefice sulla base di una terna di nomi presentati dal Consiglio di governo dell'ordinariato, è canonicamente equivalente al vescovo diocesano e membro della conferenza episcopale.
Ogni ordinariato ha un consiglio di governo composto da almeno sei sacerdoti e presieduto dall'ordinario, che esercita le funzioni combinate di consiglio presbiterale e di collegio dei consultori di una diocesi. Ogni ordinariato è dotato anche di un consiglio finanziario e di un consiglio pastorale per eseguire le stesse funzioni dei rispettivi organi in una diocesi. Un ordinariato può anche istituire un proprio tribunale per cause matrimoniali e di altro tipo casi, anche se i tribunali diocesani locali mantengono la giurisdizione se l'ordinariato non è dotato di un proprio organo.
L'ordinario non può essere ordinato vescovo se è sposato o se ha figli a carico. In questo caso, non ricevendo l'episcopato, non ha il potere di conferire l'ordinazione diaconale, presbiterale ed episcopale, ma ha i poteri e privilegi di altri prelati che sono canonicamente equivalenti ai vescovi diocesani, come i prelati territoriali. Può ammettere i candidati agli ordini sacri, dopo aver ottenuto il consenso del Consiglio di governo. Può conferire personalmente a tali candidati gli ordini minori del lettorato e dell'accolitato. Come i vescovi diocesani, egli è membro a pieno titolo della conferenza episcopale e può utilizzare alcuni simboli episcopali, come mitra, pastorale, anello vescovile, croce pettorale, zucchetto e abito corale con talare viola.
Dopo aver sentito il parere del vescovo diocesano locale, l'ordinario, con il consenso del consiglio di governo e della Santa Sede, ha facoltà di erigere "decanati", ognuno sotto la supervisione di un "delegato", che comprendono più parrocchie dell'ordinariato. L'ordinario può anche istituire e sopprimere parrocchie e case di formazione ed approvare programmi di formazione, con il consenso del consiglio direttivo.
Come i vescovi diocesani, l'ordinario è tenuto a fare la visita ad limina a Roma ogni cinque anni. Durante questa visita, l'ordinario presenta una relazione sullo stato del suo ordinariato al Papa attraverso la Congregazione per la dottrina della fede e in consultazione con la Congregazione per i vescovi e la Congregazione per l'evangelizzazione dei popoli.

### Culto Divino e uso liturgico degli ordinariati
Gli ordinariati utilizzano il rito anglicano e hanno piena facoltà di celebrare l'eucaristia e gli altri sacramenti, la liturgia delle ore e le altre funzioni liturgiche, secondo i libri liturgici adatti alla tradizione anglicana, nelle revisioni approvate dalla Santa Sede, in modo da mantenere le tradizioni liturgiche, spirituali e pastorali anglicane. Questa facoltà non esclude celebrazioni liturgiche secondo il rito romano.
Le norme complementari immaginano chiaramente una notevole collaborazione pastorale tra il clero delle parrocchie degli ordinariati personali e il clero delle diocesi entro i quali l'ordinariato opera. Le norme complementari specificamente concedono facoltà al parroco di una parrocchia che ha una parrocchia di un ordinariato personale all'interno del proprio perimetro di fornire servizi liturgici e pastorali coerenti con le esigenze della comunità di una parrocchia di un ordinariato che manca di un vicario parrocchiale assegnato in caso di decesso, incapacità o assenza inaspettata del suo pastore.
Inizialmente, le liturgie dell'ordinariato seguirono l'uso anglicano del Book of Divine Worship, praticate nelle parrocchie del provvedimento pastorale, che incorporava "il linguaggio sacrale del Book of Common Prayer e molti elementi del messale inglese". Nell'avvento del 2013, però, tutti gli ordinariati anglicani adottarono una nuova forma dell'ordine della messa, approvata dalla Congregazione per la dottrina della fede e dalla Congregazione per il culto divino e la disciplina dei sacramenti, che "indicava con il titolo generico "Divine Worship" l'intera disposizione liturgica per gli ordinariati personali, anche se il termine "uso dell'ordinariato" può essere ancora utilizzato come abbreviazione".

### Istituti religiosi anglicani
La costituzione apostolica fornisce un quadro giuridico entro il quale una comunità religiosa anglicana può unirsi alla Chiesa cattolica come gruppo: "Istituti di vita consacrata provenienti dall'anglicanesimo e ora in piena comunione con la Chiesa Cattolica per mutuo consenso possono essere sottoposti alla giurisdizione dell'ordinario". L'ordinario può anche erigere nuove società di vita apostolica e istituti di vita consacrata con il permesso della Santa Sede.

### Ex chierici anglicani sposati e norme in materia di celibato
La Chiesa cattolica, ai sensi della bolla papale Apostolicae curae del 1896, non riconosce la validità dell'ordinazione anglicana, quindi tutti coloro che sono stati ordinati nella Comunione anglicana devono ricevere l'ordinazione nella Chiesa cattolica per continuare il loro ministero. La costituzione apostolica ribadisce in linea di principio la disciplina del celibato del clero della Chiesa latina, ma consente l'accesso di chierici sposati già anglicani agli ordini del diaconato e del presbiterato al servizio di un ordinariato: "Coloro che hanno esercitato il ministero di diaconi, presbiteri o vescovi anglicani, che rispondono ai requisiti stabiliti dal diritto canonico e non sono impediti da irregolarità o altri impedimenti, possono essere accettati dall'ordinario come candidati ai Sacri Ordini nella Chiesa Cattolica". " In considerazione della tradizione ed esperienza ecclesiale anglicana, l'ordinario può presentare al Santo Padre la richiesta di ammissione di uomini sposati all'ordinazione presbiterale nell'ordinariato". Questa richiesta è concessa, caso per caso, non come una cosa ovvia, ma per eccezione: "le norme stabilite nella lettera enciclica di papa Paolo VI Sacerdotalis Caelibatus al numero 42 e nella nostra dichiarazione In June sono da osservare".
Sulla base di criteri oggettivi stabiliti dall'ordinario in consultazione con la Conferenza episcopale e approvate dalla Santa Sede, l'ordinario può presentare una petizione al Papa, caso per caso, in cui richiede l'ammissione di uomini sposati al sacerdozio come una deroga di canone 277 §1 del Codice di diritto canonico, ma la regola generale è che l'ordinariato ammetterà solo uomini celibi. Nessun uomo sposato può essere ordinato vescovo.

### Provvedimenti per gli ex vescovi anglicani
L'ordinazione di uomini sposati all'episcopato è esclusa dalla tradizione cattolica, ma le norme complementari della costituzione apostolica includono disposizioni che tengono conto della posizione degli ex vescovi anglicani sposati.
- Un ex vescovo anglicano sposato può essere ordinato sacerdote, allo stesso modo di un ex sacerdote anglicano sposato.[139]
- Un ex vescovo anglicano può essere nominato ordinario e, quindi, esercitare il governo ecclesiastico in modo equivalente a quello di un vescovo. Se sposato, sarà ordinato sacerdote.[140] L'ordinario è, d'ufficio, membro a pieno titolo della conferenza episcopale indipendentemente dal grado dell'ordine sacro in cui è ordinato.[141]
- L'ordinario può invocare l'aiuto di un ex vescovo anglicano membro dell'ordinariato nella sua amministrazione.[142] Questa disposizione potrebbe comprendere un ruolo analogo a quello di un vescovo ausiliare all'interno di una diocesi o come "delegato" a capo di un "decanato".
- Ogni ex vescovo anglicano che fa parte di un ordinariato può essere invitato a partecipare alle riunioni della Conferenza episcopale nello stesso modo di vescovo emerito.[142]
- Inoltre, un ex vescovo anglicano che non è stato ordinato vescovo nella Chiesa cattolica può comunque ricevere il permesso di utilizzare le insegne episcopali.[143] Ciò ha precedenti nella Chiesa cattolica, come i casi di abati non ordinati e badesse.

Nel complesso, tali disposizioni prevedono una notevole flessibilità per preservare sia la dignità dell'ufficio che la possibilità di guida pastorale paragonabile per gli ex vescovi anglicani che non sono ammissibili per l'ordinazione episcopale nella Chiesa cattolica. Si noti che una ex "diocesi" anglicana con un vescovo sposato potrebbe infatti rimanere intatta in seno all'ordinariato con il suo ex vescovo, ordinato solo sacerdote, ma con il permesso di indossare le insegne episcopali, che serve come suo ordinario.

## Istituzioni simili
Gli ordinariati personali previsti dalla costituzione apostolica sono simili agli ordinariati militari per la cura pastorale dei membri delle forze armate a cui l'adesione è su base personale piuttosto che territoriale, ma differiscono da questi in molti aspetti, come si può vedere da un confronto tra la Anglicanorum coetibus e la costituzione apostolica Spirituali militum curae del 21 aprile 1986 con la quale papa Giovanni Paolo II riformò gli ordinariati militari, che in precedenza erano chiamati vicariati castrensi. Ad esempio, gli ordinariati militari devono essere guidati da un vescovo e in essi mancano strutture come il "Consiglio di governo" degli ordinariati per gli ex anglicani.
Gli ordinariati personali per gli ex anglicani differiscono anche dalle prelature personali, che, secondo il diritto canonico, "sono composte da diaconi e sacerdoti del clero secolare", e in cui i laici possono aderire grazie ad accordi presi con la prelatura, senza essere membri di istituti religiosi. L'adesione a un ordinariato personale per ex anglicani si estende a "fedeli laici, chierici e membri d'istituti di vita consacrata o di società di vita apostolica, originariamente appartenenti alla Comunione anglicana e ora in piena comunione con la Chiesa cattolica, oppure che ricevono i sacramenti dell'iniziazione nella giurisdizione dell'ordinariato stesso".
Molto più simili sono i nove ordinariati per i fedeli di rito orientale, che sono elencati nella sezione dell'Annuario pontificio assieme ai diciassette esarcati apostolici e immediatamente prima degli ordinariati per gli ex anglicani. Degli ordinariati per i fedeli di rito orientale, sei (ovvero Argentina, Austria, Brasile, Francia, Polonia e Spagna) sono genericamente per tutti i cattolici orientali che mancano di un ordinario del proprio rito competente per il paese particolare e che sono quindi affidati alla cura di un vescovo latino del paese. Gli altri tre (Europa orientale, Grecia e Romania) sono per i membri della Chiesa cattolica armena. Tali ordinariati furono creati dopo la pubblicazione dalla lettera apostolica Officium supremi Apostolatus il 15 luglio 1912.

### Confronto con le Chiese orientali cattoliche
Mentre gli ordinariati personali conservano una certa identità anglicana, pur essendo canonicamente parte nella Chiesa latina e condividono la stessa enfasi teologica, gli ordinariati orientali sono Chiese particolari autonome.
La Chiesa latina, di regola, limita l'ordinazione al sacerdozio a uomini celibi - talvolta anche al diaconato, tranne quando, per decisione della Conferenza episcopale locale, possono essere ordinati uomini sposati "in età più matura" (almeno 35 anni). In questo anche gli ordinariati per gli ex anglicani sono diversi dalle Chiese cattoliche orientali in cui sacerdozio e diaconato sono aperti sia a uomini sposati che celibi. Negli ordinariati, la Santa Sede può concedere eccezioni alla regola generale caso per ex chierici anglicani già coniugati, ma non per i laici sposati.

### Prospettiva di ordinariati personali per i luterani
In data 30 ottobre 2012, il cardinale Kurt Koch, presidente del Pontificio consiglio per la promozione dell'unità dei cristiani, disse in un'intervista che se i luterani esprimessero il desiderio di avere una disposizione simile a quella degli ordinariati personali per gli ex anglicani, la Chiesa cattolica dovrà riflettere questo, ma che l'iniziativa sarebbe dovuta venire dal luterani. L'arcivescovo Gerhard Ludwig Müller, prefetto della Congregazione per la dottrina della fede, l'11 gennaio 2013 commentò che la situazione dei luterani è diversa da quella degli anglicani, in quanto la Santa Sede potrebbe considerare un ordinariato per coloro che potrebbero desiderare di diventare membri della Chiesa cattolica, pur mantenendo "le legittime tradizioni che hanno sviluppato". Il segretario generale della Federazione mondiale luterana Martin Junge, espresse preoccupazione all'idea, dicendo che avrebbe creato ulteriori difficoltà nel dialogo ecumenico e scoraggiato l'impegno dei luterani a celebrare nel 2017 il 500º anniversario della riforma protestante "in uno spirito di comprensione ecumenica e cooperazione". Gli ordinariati sono stati anche suggeriti per altri gruppi che entrano nella Chiesa cattolica, come gli ebrei cattolici.